# Roland Garros
Roland Garros (6. října 1888 Saint-Denis, Réunion – 5. října 1918 Vouziers) byl francouzský letec a stíhací pilot v první světové válce.

## Mládí
Narodil se v Saint-Denis na Réunionu rodičům pocházejícím z rodin s dlouhou historií na ostrově. Rodina ze strany otce byla původem z Toulouse a ze strany matky z Lorientu. Když byly malému Rolandovi čtyři roky, rozhodl se jeho otec Georges Garros přesídlit do Saigonu, kde si otevřel advokátní kancelář. Matka učila malého Rolanda základnímu vzdělání, v roce 1900 se ale rozhodli vyslat syna z důvodu absence střední školy v zemi studovat do Paříže.
Cesta ze Saigonu do Marseille trvala v té době 10 měsíců. Po dojezdu do Paříže a zápisu do lycea onemocněl těžkým zápalem plic. Z tohoto důvodu ho poslali do sportovního centra lycea, kde se rychle zotavil a stal se velmi dobrým v několika sportovních odvětvích. V roce 1906 se stal meziškolním šampionem v cyklistice, byl při vítězství fotbalového klubu lycea v Nice.
Poté studoval vysokou ekonomickou školu (HEC Paris), kterou ukončil v roce 1908 a která nyní nese jeho jméno. Zapsal se do pařížského sportovního klubu Stade français, kde hrál rugby a amatérsky tenis. Po studiích začal pracovat pro firmu Automobiles Grégoire. Stejně jako financím se rychle naučil automechanice a začal se věnovat automobilovému sportu. Otec chtěl, aby Roland byl advokátem, a proto mu přestal dávat peníze. Díky podpoře otce svého spolužáka si ale v 21 letech otevřel svůj obchod Roland Garros automobiles – voiturettes de sport.

## Aviatik
Leteckou kariéru započal v roce 1909 na letadle Demoiselle navrženém Albertem Santos-Dumontem, neboť v té době si ještě nemohl dovolit koupit drahý Blériot. Naučil se létat, pilotní oprávnění č. 179 získal 19. července 1910.
Neměl nalétány ani tři hodiny, když ho americký průmyslník Hart O. Berg pozval na slavnosti na závodišti Belmond Park v New Yorku. V hotelu Astor, kde bydlel, se seznámil s Johnem Moisantem, který se svým leteckým představením objížděl celé Spojené státy a nabídl Garrosovi účast na těchto představeních. Ten to nadšeně přijal, neboť tak mohl trávit ve vzduchu mnoho času, zlepšit se v létání a procestovat velkou část USA; dostal se také do Mexika a na Kubu.
V roce 1911 absolvoval Garros let s jednoplošníkem Blériot, s tímto letounem se poté zúčastnil několika evropských leteckých závodů. Již v květnu 1911 se přihlašuje na letecký závod Paříž-Madrid, pořádaný listem Le Petit Parisien, s hlavní výhrou 100 000 franků. Start závodu byl stanoven na 21. května a jeho trasa byla rozdělena do tří etap. Paříž-Angoulême (400 km), Angoulême-San Sebastián (355 km) a San Sebastián-Madrid (430 km). Garros závod nedokončil, odstoupil v San Sebastiánu.
28. května se Garros zúčastnil dalšího leteckého závodu, tentokrát z Paříže do Říma a Turína. Pořadatelem byl list Le Petit Journal, který na ceny poskytl finanční dotaci ve výši 500 000 franků. První etapa směřovala do Dijonu (265 km), odtud do Lyonu (175 km) a déle do Avignonu (205 km). Druhý den závodu Roland Garros odstartoval z Avignonu na další část etapového letu, avšak již v Malmontu havaroval. Autostopem se dopravil zpět do Avignonu, kde právě pořádal pilot Kühling exhibiční turné s letounem Blériot. Po dohodě mezi oběma letci o zapůjčení letounu se Garros podruhé vypravil na trasu do Nice. 30. května odstartoval z Nice přímo přes moře do Pisy (340 km), cíle předposlední etapy. Vyhnul se tak etapové zastávce v Janově. Nyní již vedoucí celého závodu, odstartoval Garros 31. května z Pisy, ale po 90 km musel přistát u Castagnetta, kde se Kühlingův Blériot téměř rozpadl. Znovu se, opět pomocí autostopu, vrátil do Pisy, kde začal ihned řešit otázku nového stroje. 1. června mu do Pisy dorazil zcela nový Blériot, se kterým ihned odstartoval do Říma, kam dorazil na druhém místě v celkovém pořadí závodu. V konečném pořadí v cílovém městě Turín skončil Garros druhý za pilotem André Beaumontem (vlastním jménem Jean Conneau), třetí doletěl André Frey.
Dalšího leteckého závodu, nazvaného Evropský okruh, se Rolland Garros účastnil ve dnech 18. června až 7. července 1911. Vedl z Vincennes přes Remeš, Liége, Utrecht, Bredu, Brusel, Roubaix, Dunkerque, Calais, Dover a Brighton do Londýna. Rollanda Garrose opět porazil André Beaumont s časem 68 h 38 min, třetí v závodě skončil pilot Vidart.
V září 1911, stále s letounem Blériot vybaveným motorem Gnôme o výkonu 51 kW, ustanovuje v bretaňském přístavu Saint-Malo světový výškový rekord výkonem 3910 m. O pár dní později překonává v Dinardu svůj vlastní rekord výškou 4080 m.
Dalšího úspěchu dosáhl Roland Garros ve dnech 16. a 17. června 1912. Na tyto dny vypsal Francouzský aeroklub závod o Velkou cenu za nejrychlejší průlet dvakrát po sobě tzv. okruhu Anjou. Trasa letu byla vytyčena mezi městy Angers-Cholet-Saumur-Angers se šesti povolenými mezipřistáními. Tento závod již Garros vyhrál výkonem 14 h 40 min 57 s.
V roce 1912 odjel podruhé za oceán do Brazílie a Argentiny, kde uskutečnil sérii leteckých exhibicí. Po návratu se pokusil překonat výškovou hranici 5000 m. 6. září v Houlgate dosáhl letové hladiny 4960 m a 11. prosince v Tunisu s letounem Morane-Saulnier 5610 m. 18. prosince pak z Tunisu odstartoval k letu přes Sicilský průliv do Marsaly na západním cípu Sicílie. Téhož dne dosáhl Trapani, kde z důvodu poruchy olejové nádrže na svém stroji zůstal do 21. prosince. Odtud pokračoval přes Canarelu, Santa Eufemii di Marina, Salerno a Neapol až do Říma, kam dorazil 22. prosince.
V dubnu 1913 se Garros zúčastnil závodu hydroplánů o Schneiderův pohár. Na francouzských vylučovacích závodech se umístil s plovákovým Moranem druhý za Mauricem Prévostem. Na samotných závodech v Monaku musel odstoupit pro poruchu motoru.
Roland Garros byl celosvětově známý mimo jiné díky prvnímu non-stop přeletu Středozemního moře v roce 1913 s letounem Morane-Saulnier G, poháněný motorem Gnôme o výkonu 44 kW. Odstartoval 23. září z Fréjus ve Francii směrem ke Korsice a přistál v Bizertě v Tunisku. Po vypuknutí války vstoupil do Francouzské armády.

## Válka

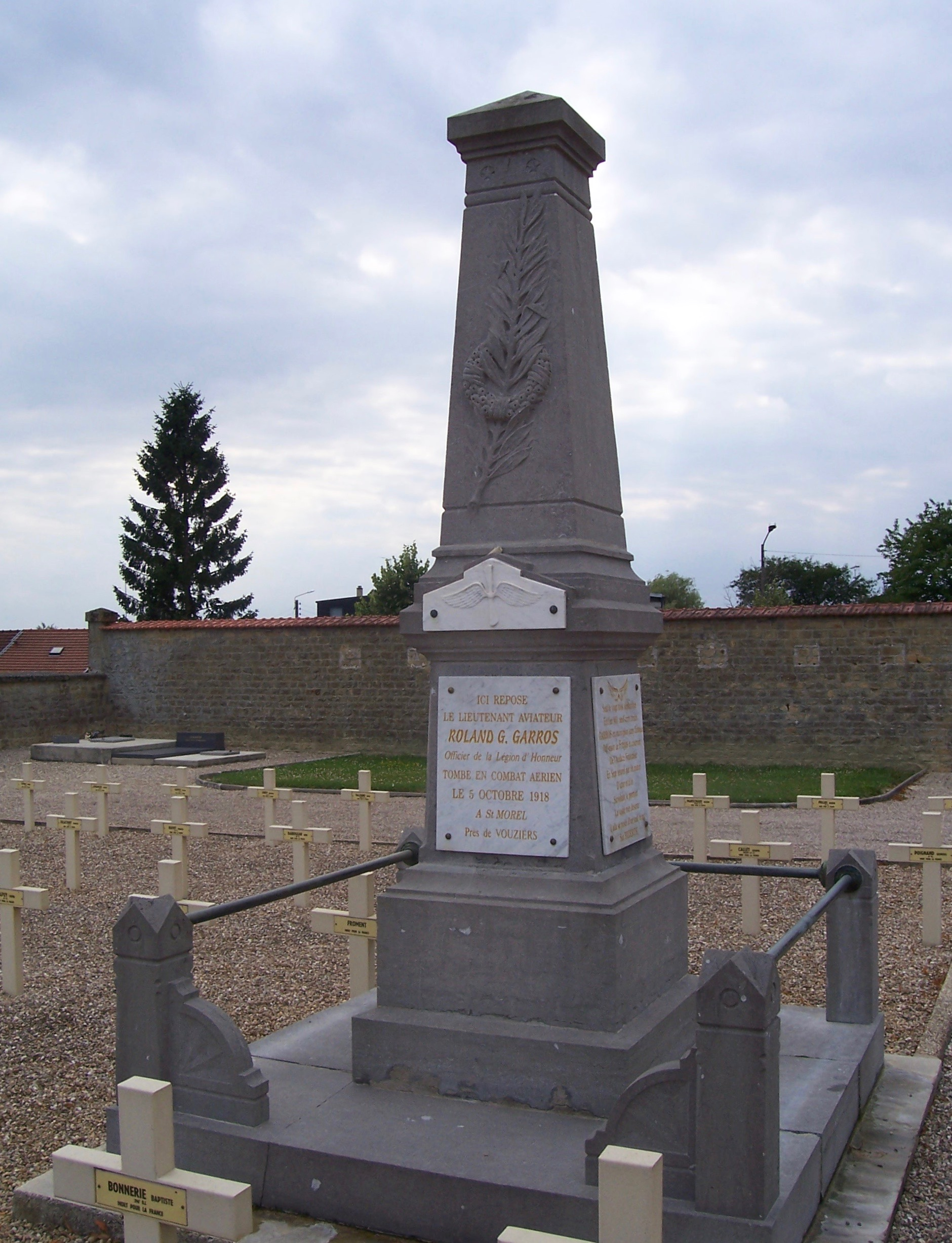
Hrob Rolanda Garrose ve Vouziers

V raných fázích války létal jako pozorovatel, do té doby totiž nikoho nenapadlo použít letadlo jako útočný prostředek. Nepřátelští piloti se ve vzduchu míjeli a zdravili se. Během jednoho letu však vytáhl služební revolver a šestkrát vystřelil na německé letadlo. Nic netrefil, ale tato situace vedla ke konstrukci prvních stíhacích letadel.
V prosinci roku 1914 navštívil leteckou výrobní firmu Morane-Saulnier. Zde si vybral jednoplošník Morane-Saulnier L, který zkušebně vybavil kulometem umístěným před kokpitem. Listy vrtule nechal v místě prolétávajících střel ztenčit a osadit ocelovými klíny, aby nedošlo k poškození vrtule. S takto vybaveným letadlem zaznamenal 1. dubna 1915 vůbec první sestřel v historii letectví.[zdroj⁠?!] Další dvě vzdušná vítězství nad německými letadly si připsal 15. a 18. dubna 1915.
Dne 18. dubna 1915 havaroval po souboji s průzkumným letounem Taube na německém území. Letadlo se mu před příchodem Němců zničit nepodařilo. Zejména kulomet a okovaná vrtule zůstaly neporušeny. Legenda praví, že jeho letoun byl ihned prozkoumán týmem konstruktérů pod vedením Anthonyho Fokkera a francouzský nápad s kulometem jen zdokonalili. Ve skutečnosti však Fokker pracoval na mnohem důmyslnějším systému (synchronizátoru) již šest měsíců před pádem Garrosova letounu.
Po několika neúspěšných pokusech o útěk se mu nakonec i podařilo ze zajetí 15. dubna 1918 uprchnout a vrátit se zpět k francouzské armádě. Po návratu do Francie byl povýšen na poručíka a stává se důstojníkem Čestné legie. Poté se vrátil na frontu k letce SPA-26 a 2. října sestřeluje další nepřátelský letoun.
Sestřelen byl 5. října 1918 nedaleko Vouziers v Ardenách, jeden den před svými 30. narozeninami. Na svém kontě měl čtyři sestřelená nepřátelská letadla. Jeho přemožitelem byl pravděpodobně Hermann Habich, německé letecké eso.

## Pojmenováno po Rolandu Garrosovi
V roce 1928 bylo po něm pojmenováno tenisové centrum v Paříži. Roland Garros navštěvoval během studií sportovní klub Stade français, společně s Émilem Lesieurem, který byl atletem a vynikajícím hráčem rugby. Později se stal prezidentem této sportovní organizace a nově vystavěný tenisový areál pojmenoval po svém bývalém příteli. Dodnes tedy tento areál nese název Le Stade de Roland Garros. Hraje se zde French Open, jeden z tenisových grandslamových turnajů. Díky tomu je turnaj oficiálně nazýván Roland Garros.
Mezinárodní letiště na Réunionu bylo pojmenováno L'aéroport de La Réunion Roland Garros (Letiště Rolanda Garrose na Réunionu).
Francouzský výrobce automobilů Peugeot vyrobil limitovanou edici modelu 205 s označením Roland Garros. Automobil byl vybaven speciální barvou a koženým interiérem. Tato edice měla velký úspěch a proto byla rozšířena i na modely 106, 206, 207, 306 a 806.